# Мусаев, Салман
Салман Мусаев (азерб. Salman Musa oğlu Musayev, род. 1958, Амамло, Дманисский район) — 11-й муфтий Духовного управления мусульман Закавказья.

## Биография
Родился в 1958 году в селе Амамло Дманисского муниципалитета Грузии в семье Мусы Мусаева. Первое образование получил в медресе Мири Араб в городе Бухара в Узбекистане, затем поступил в Ташкентский исламский институт и Исламский университет в Ливии.
Сначала служил имамом в Джума-мечети в Тбилиси, затем помощником отдела внешних связей Управления мусульман Кавказа. В 1987 году был назначен заместителем муфтия Религиозного совета Кавказа. На IX съезде мусульман Закавказья, состоявшемся 25 июля 1989 года, был назначен муфтием.
Благодаря заслуженному уважению и многолетней службе в мечети был удостоен должности имама мечети Хаджи Аждарбея, где работает и по сей день, неоднократно посещая Мекку.

## Награды
- Орден «Слава» (7 апреля 2008 года) — за активное участие в общественной жизни Азербайджанской Республики[3].
- Орден Чести (2002 год, Грузия)[4].
- Почётный диплом Президента Азербайджанской Республики (6 апреля 2018 года) — за заслуги в сохранении религиозно-духовных ценностей в Азербайджанской Республике[5].